# U-Bahnhof Emilienstraße

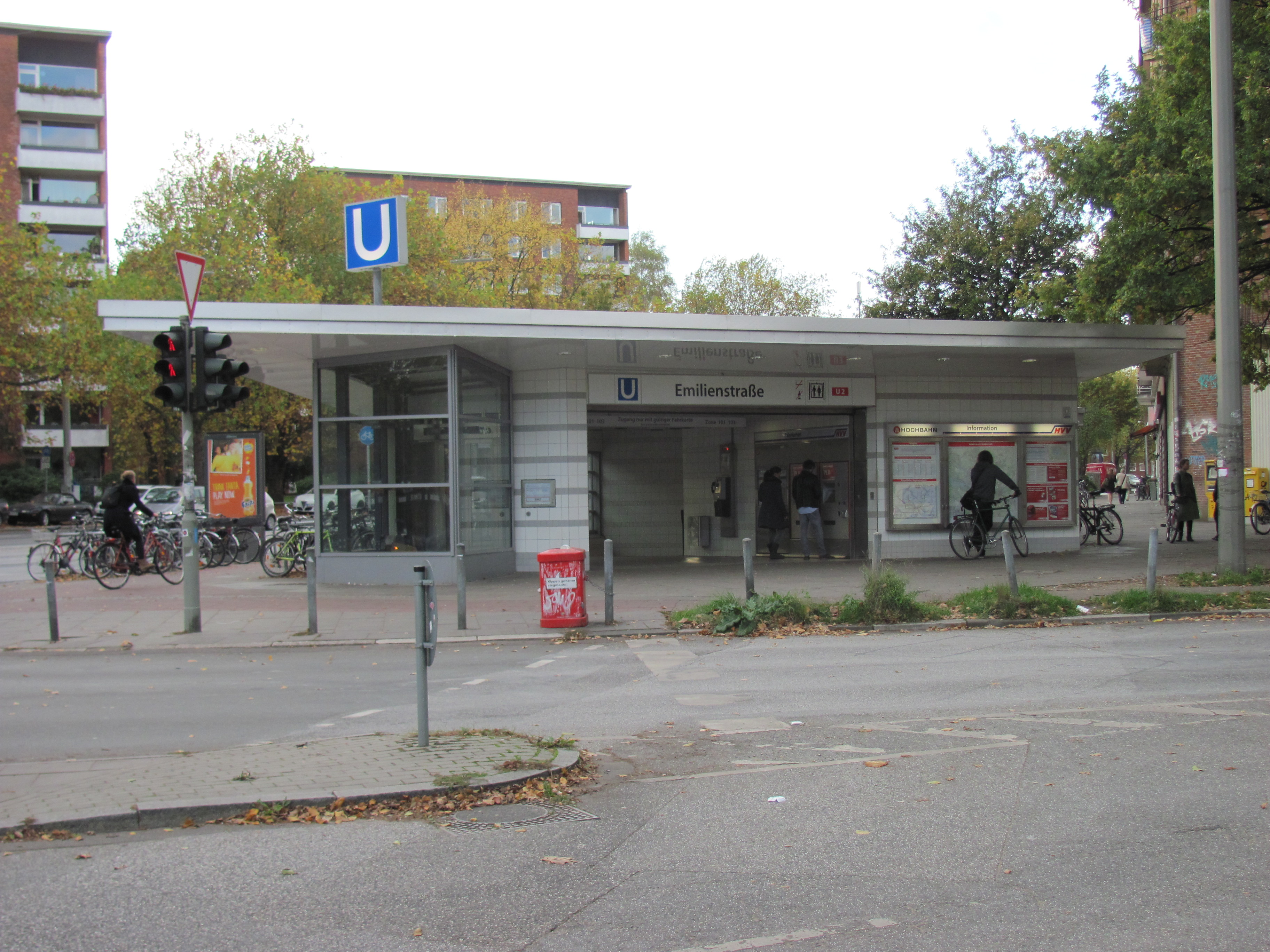
Zugangsgebäude

Der U-Bahnhof Emilienstraße ist eine Haltestelle der Hamburger U-Bahn-Linie U2 im Stadtteil Eimsbüttel. Das Kürzel der Station bei der Betreiber-Gesellschaft Hamburger Hochbahn lautet „EM“. Der U-Bahnhof hat täglich 8.786 Ein- und Aussteiger (Mo–Fr, 2019).

## Geschichte
Emilienstraße ist eine der ältesten Stationen der heutigen Linie U2. Der Bahnhof ging bereits im Jahr 1913 in Betrieb und war damals Teil der sogenannten Eimsbütteler Zweigstrecke. Ende der 1950er Jahre wurde der bis dahin bestehende einfache Zugang am Ostende des Bahnsteigs durch ein neues Zugangsgebäude ersetzt, das etwas weiter westlich liegt.
Die ehemaligen Kiosk-Räumlichkeiten auf dem Bahnsteig werden seit Anfang 2018 durch den Zuhör-Kiosk genutzt. In dem mittlerweile durch einen Verein organisierten Räumlichkeiten, haben Menschen die Möglichkeit, ehrenamtlichen Zuhörern ihre Geschichte zu erzählen.

## Ausbau und Lage
Die Haltestelle Emilienstraße liegt in einfacher Tieflage unter der Fruchtallee. Der einzige Ausgang vom 120 Meter langen Mittelbahnsteig befindet sich etwa mittig und führt in ein Zugangsgebäude, das am nördlichen Straßenrand der Fruchtallee steht. Emilienstraße ist barrierefrei ausgebaut.
Das Stationskürzel der Hamburger Hochbahn AG für Emilienstraße lautet „EM“. Der Abstand zur Station Osterstraße beträgt etwa 600 Meter, bis Christuskirche sind es circa 750 Meter.
| Linie | Verlauf |
| ----- | --- |
| U 2   | Niendorf Nord – Schippelsweg – Joachim-Mähl-Straße – Niendorf Markt – Hagendeel – Hagenbecks Tierpark – Lutterothstraße – Osterstraße – Emilienstraße – Christuskirche – Schlump – Messehallen – Gänsemarkt (Oper) – Jungfernstieg – Hauptbahnhof Nord – Berliner Tor – Burgstraße – Hammer Kirche – Rauhes Haus – Horner Rennbahn – Legienstraße – Billstedt – Merkenstraße – Steinfurther Allee – Mümmelmannsberg |